# Brandon Bass
Brandon Samuel Bass (ur. 30 kwietnia 1985 w Baton Rouge) – amerykański koszykarz, grający na pozycji silnego skrzydłowego.
W 2003 wystąpił w meczu gwiazd amerykańskich szkół średnich – McDonald’s All-American.
Bass grał w zespole uniwersytetu Louisiana State w latach 2003–2005. Początkowo zgłosił się do draftu NBA po pierwszym sezonie w college’u, jednak potem wycofał się z tej decyzji i powrócił na uczelnię. W 2005 po tym, jak zdobył nagrodę dla gracza roku konferencji SEM, ponownie zadeklarował swój udział w drafcie i został wybrany z 33 numerem przez New Orleans Hornets.
Po dwóch sezonach gry w zespole Hornets, 26 lipca 2007, jako wolny agent, podpisał dwuletni kontrakt z Dallas Mavericks, gdzie był zmiennikiem Dirka Nowitzkiego.
10 lipca 2009 Bass podpisał kontrakt z Orlando Magic. W grudniu 2011 został wymieniony do Boston Celtics w zamian za Glena Davisa i Von Wafera. W pierwszym występie w barwach Celtics, Bass w 28 minut gry zdobył 20 punktów i 11 zbiórek przeciwko New York Knicks. 21 maja 2012 Bass osiągnął rekord kariery play-offów, rzucając 27 punktów w meczu nr 5 serii z Philadelphia 76ers.
14 lipca 2012 podpisał trzyletnie przedłużenie kontraktu z Celtics, na kwotę 20 milionów dolarów.
Jego młodszy brat, Chris Bass w latach 2008–2012 również grał w zespole koszykarskim uniwersytetu LSU.
W lipcu 2015 został zawodnikiem klubu Los Angeles Lakers. 19 lipca 2016 roku podpisał umowę z zespołem Los Angeles Clippers. 17 sierpnia 2017 zawarł kontrakt z chińskim Liaoning Flying Leopards.

## Osiągnięcia
Stan na 22 listopada 2019, na podstawie, o ile nie zaznaczono inaczej.
NCAA
- Uczestnik turnieju NCAA (2005)
- Koszykarz roku konferencji Southeastern (2005)[16]
- Najlepszy pierwszoroczny zawodnik SEC (2004)[17]
- Zaliczony do:
  - I składu:
    - konferencji SEC (2005)
    - turnieju konferencji SEC (2005)
    - najlepszych pierwszorocznych zawodników SEC (2004)

NBA
- Lider play-off w skuteczności rzutów wolnych (2008)[18]

Drużynowe
- Mistrz Chin (2018)

Indywidualne
- Lider ligi chińskiej we wsadach (2018)